# QjackCtl
QjackCtl e s  una herramienta gráfica basada en Qt4 para controlar JACK Audio Connection Kit.
Funciones básicas: Automáticamente intenta detectar el hardware audio y permite al usuario elegir subdispositivos para entradas y salidas desde una lista drop-down así como opciones comunes para el servidor de sonido. QjackCtl después usa esas selecciones para hacer y ejecutar el comando correcto para jackd.
Esta ventana muestra como se gestionan las conexiones en Qjackctl.